# 933

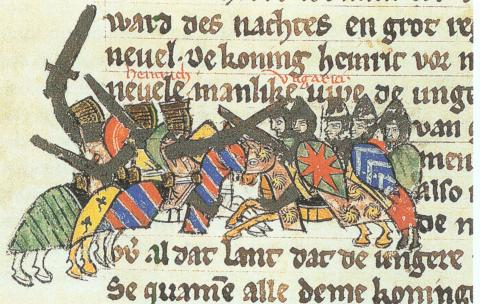
Koning Hendrik I strijdt tegen de Magyaren

Het jaar 933 is het 33e jaar in de 10e eeuw volgens de christelijke jaartelling.

## Gebeurtenissen

### Europa
- Voorjaar - Koning Hugo van Arles leidt een strafexpeditie tegen Rome om zijn stiefzoon Alberik II, de heerser (princeps) van Rome, af te zetten. Het Lombardische leger wordt echter door de stadsmilities verdreven. Hugo voert daarna een rooftocht in de Povlakte en trekt zich terug naar Pavia.
- 15 maart - Slag bij Merseburg: Koning Hendrik I ("de Vogelaar") weigert de jaarlijkse schatting aan de Magyaren te betalen. Hij mobiliseert een strijdmacht (bestaande uit Beieren, Zwaben, Franken, Lotharingers, Saksen en Thüringers) en verslaat bij Merseburg de binnengevallen Magyaren.[1]
- De 13-jarige Haakon, een zoon van de voormalige koning Harald I ("Schoonhaar"), keert terug naar Noorwegen vanuit Northumbria. Het volk en de adel stellen zich achter hem, en zetten zijn halfbroer Erik I ("Bloedbijl") af als koning ten gunste van Haakon.
- Willem I ("Langzwaard"), hertog van Normandië, sluit een vredesverdrag met koning Rudolf en erkent hem als heerser van het West-Frankische Rijk. Hij krijgt het gebied van Cotentin en de Kanaaleilanden toegewezen.
- 13 december - Adalolf overlijdt en wordt opgevolgd door zijn broer Arnulf I, graaf van Vlaanderen. Hij annexeert de graafschappen Terwaan en Boulogne, met voorbijgaan aan de rechten van zijn minderjarige neefjes.
- Časlav Klonimirović wordt als grootžupan van Servië geïnstalleerd. (waarschijnlijke datum)
- Eerste schriftelijke vermeldingen van Daarle en Denekamp.

## Geboren
- 28 augustus - Richard I, hertog van Normandië (overleden 996)

## Overleden
- 13 december - Adalolf, Frankisch edelman en lekenabt
- Alfons IV, koning van León en Galicië (Spanje)
- Alfons Froilaz, koning van León en Galicië (waarschijnlijke datum)
- Harald I, koning van Noorwegen (waarschijnlijke datum)